# Psoralea psoralioides
Psoralea psoralioides är en ärtväxtart. Psoralea psoralioides ingår i släktet Psoralea och familjen ärtväxter. Utöver nominatformen finns också underarten P. p. psoralioides.